# Matthias Ruländer
Matthias Ruländer (ur. 16 sierpnia 1964) – niemiecki piłkarz występujący na pozycji obrońcy. Trener piłkarski.

## Kariera
Ruländer jest wychowankiem klubu VfR Wilsche-Neubokel. Później był zawodnikiem juniorskiej ekipy zespołu VfL Wolfsburg. W 1983 roku trafił do pierwszoligowego Werderu Brema. Jednak w sezonie 1983/1984 nie rozegrał tam żadnego spotkania. W listopadzie 1984 roku został wypożyczony do końca sezonu 1984/1985 do drugoligowego FC St. Pauli. W jego barwach wystąpił 20 razy. Potem powrócił do Werderu. W Bundeslidze zadebiutował 16 sierpnia 1985 w wygranym 8:2 meczu z Hannoverem 96. W 1986 roku wywalczył z klubem wicemistrzostwo Niemiec, a w 1988 roku zdobył z nim mistrzostwo Niemiec. W ciągu czterech sezonów w barwach Werderu rozegrał 24 spotkania.
Latem 1988 roku Ruländer przeszedł do Borussii Dortmund, również z Bundesligi. Pierwszy ligowy mecz zaliczył tam 20 sierpnia 1988 roku przeciwko Bayerowi 04 Leverkusen (0:2). 10 września 1988 roku w wygranym 3:0 pojedynku z Waldhofem Mannheim strzelił pierwszego gola w trakcie gry w Bundeslidze. W 1989 roku zdobył z klubem Puchar Niemiec. W tym samym roku odszedł z Borussii, a karierę kontynuował w zespołach amatorskich.